# Cidália Fernandes
Cidália da Conceição Azevedo Fernandes (Vieiro, Vila Flor, 14 de Março de 1961) é uma escritora portuguesa, com mais de meia centena de livros editados estando várias das suas obras incluídas no Plano Nacional de Leitura de Portugal desde 2011.

## Biografia
Cidália da Conceição Azevedo Fernandes nasceu em 14 de Março de 1961, em Vieiro, Vila Flor (distrito de Bragança).
A nível escolar passou por em Pinhal do Norte e Carrazeda de Ansiães, completando o ensino secundário no no Liceu Nacional de Bragança.
Cidália Fernandes licenciou-se em Línguas e Literaturas Modernas, variantes de Português e Alemão, na Faculdade de Letras do Porto. Obteve o grau de Mestre, em Dezembro de 2006 na Universidade de Trás-os-Montes e Alto Douro defendendo a tese de Mestrado em Cultura Portuguesa: “António Nobre: o homem, o poeta e as pequenas (grandes) coisas”.
É professora de Português na Escola Secundária de Penafiel.
Cidália Fernandes é vice-presidente da Associação dos Amigos de António Nobre (Anto), com sede em Vila Meã (Amarante).
Desde Janeiro de 2018 é Diretora do Jornal de Vila Meã.
Com cerca de 60 livros editados, duas quais cerca de três dezenas para o público infantojuvenil, Cidália Fernandes iniciou a sua atividade literária com o livro Contar, Ouvir, Sonhar..., contando na sua bibliografia a autoria ou co-autoria de manuais escolares e livros técnicos de apoio ao estudo..
Em 2016 escreveu o segundo romance, EmREDEs, com chancela Edita-me, que se foca no contexto escolar e nas relações entre professores e alunos.
Em 2013, Cidália Fernandes foi premiada com o segundo lugar no concurso "Saramago - Uma Historia de 90 Anos", da Fundação José Saramago pela sua obra A Maior Flor Antiga.
Desde 2011 que o Plano Nacional de Leitura de Portugal vai incluindo livros infantojuvenis da sua autoria, como Um Auto à República (Plátano Editora),  O Menino que Não Gostava de Sopa (Livro Directo), O Menino Sorrisinho de Leite (Livro Directo), Alberto na Antártida (Livro Directo), Marco e Luna na Terra dos Gnomos (Fronteira do Caos) e Alberto e a Árvore de Natal (Livro Directo).

## Obra

### Romances
- A Casa da Lua, 2014 (ISBN 9789898682215)
- EmREDEs, 2016 (Edita-me, ISBN 9789897430978)[4]
- Angélica, Histórias do ser e do não-ser, 2019 (Edições Vieira da Silva, ISBN 9789897792793)

### Infantojuvenil
- Contar, Ouvir, Sonhar..., 2002 (Paulinas, ISBN 9727514413)[4]
- Nove Contos de Natal, 2003 (ISBN 9726107458)
- O Barquinho Amarelo, 2005 (ISBN 9789896250072)
- Alberto e a Árvore de Natal, 2006 (Edições Livro Directo, ISBN 9789898031037)[6]
- Contos e Lendas de Portugal, 2007 (ISBN 9789898070142)
- Marco e Luna na Terra dos Gnomos, 2007 (Fronteira do Caos, ISBN 9789898070142)[6]
- Alberto na Antártida, 2007 (Edições Livro Directo, ISBN 9789898031129)[6]
- Era uma vez o Livro, 2008 (Edições Livro Directo, ISBN 9789898031259)[4]
- Alberto na Idade Média, 2008 (ISBN 9789898031174)
- As pegadinhas de S. Gonçalo, 2009 (ISBN 9789727706662)
- Chamo-me... Fernando Pessoa, 2009 (Lisboa Didáctica Ed., ISBN 9789726508274) [4][8]
- Alberto no país dos Excessos,[5] 2009 (ISBN 9789898031358)
- Um Auto à República, 2009 (Plátano Editora, ISBN 9789727707171)[6]
- Chamo-me... José Saramago, 2010 (Lisboa Didáctica Ed., ISBN 9789726508595)[9]
- Pérola, a ovelhinha de Natal, 2010 (ISBN 9789898169983)
- Onde está o Pai Natal, 2011 (ISBN 9789898031815)
- O Menino que Não Gostava de Sopa, 2011 (Edições Livro Directo, ISBN 9789898031808)[6]
- Atlas, O Bibliófago, 2012 (ISBN 9789727708741)
- A Menina que não gostava de Fruta, 2012 (ISBN 9789897340116)
- O Menino Sorrisinho de Leite, 2013 (Edições Livro Directo, ISBN 9789897340512)[6]
- E o Natal aconteceu, 2013 (ISBN 9789897340536)
- Alberto no Mundo dos Dinossauros,[10] 2015 (ISBN 9789897340840)
- Conta,[11] 2016 (ISBN 9789898825339)
- Penas, Os Habitantes Improváveis, 2020 (Câmara Municipal de Penafiel, Depósito Legal 468850/20)

### Poesia
- só invejo os pássaros, 2018 (Seda Publicações, ISBN 9789898735829)

### Manuais escolares e livros técnicos
- Argumentar é fácil, 2004 (ISBN 9789727702909)
- Páginas de Saramago, 2010 (ISBN 9789727705801)

### Antologias
- Vejo-te como se pode ver / através desta chuva oblíqua, 2001 (ISBN 9789728594176)
- Poetas de Sempre, 2003
- O Natal dos nossos animais, 2010 (ISBN 9789898195326)
- Contos para o Natal, Antologia de Natal, 2014
- Phantasia, Antologia de contos fantásticos, 2016
- Natalícia, Antologia de Contos de Natal, 2016
- Reflexões Partilhadas, 2020 (Edições Esgotadas, ISBN 9789899015548)

### Teatro
- A Lagarta, 2016 (ISBN 9789897341342)
- A Cigarra e a Formiga, 2016 (ISBN 9789897341328)

### Publicaçõesonline
- O Menino e o Sonho, 2008
- A Maior Flor Antiga, 2013

### Outras participações
- Folium (número zero), revista anual da Associação dos Amigos do Arquivo de Penafiel, 2006
- Olhares Convergentes, Comemoração dos 500 anos da Santa Casa da Misericórdia de Penafiel, 2009